# Nasik

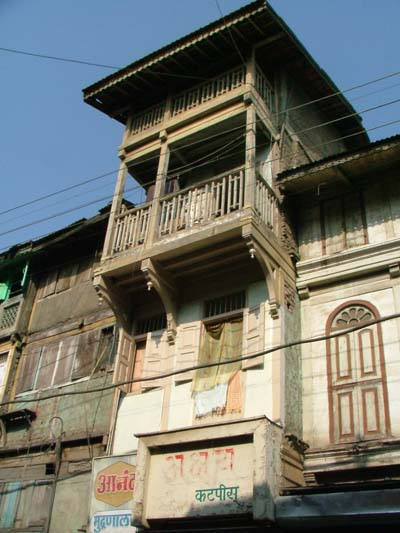
Wada: carrer a la vella Nasik

Nasik o Nashik és una ciutat i municipi del nord de l'estat de Maharashtra (Índia), capital de la divisió de Nasik i del districte de Nasik, a 180 km de Bombai i a 220 km de Poona. És considerada la capital del vi de l'Índia. A més de donar nom al famós diamant Nassak, la ciutat és coneguda pel seu pintoresc entorn i el seu clima agradable. És als Ghats Occidentals, a la riba del Godavari, que neix no lluny de la ciutat, a Trimbakeshwar o Trimbak.

## Demografia

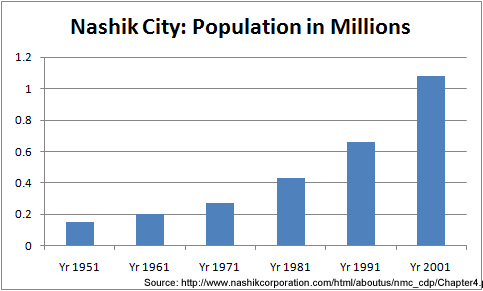
Població en els darrers 50 anys

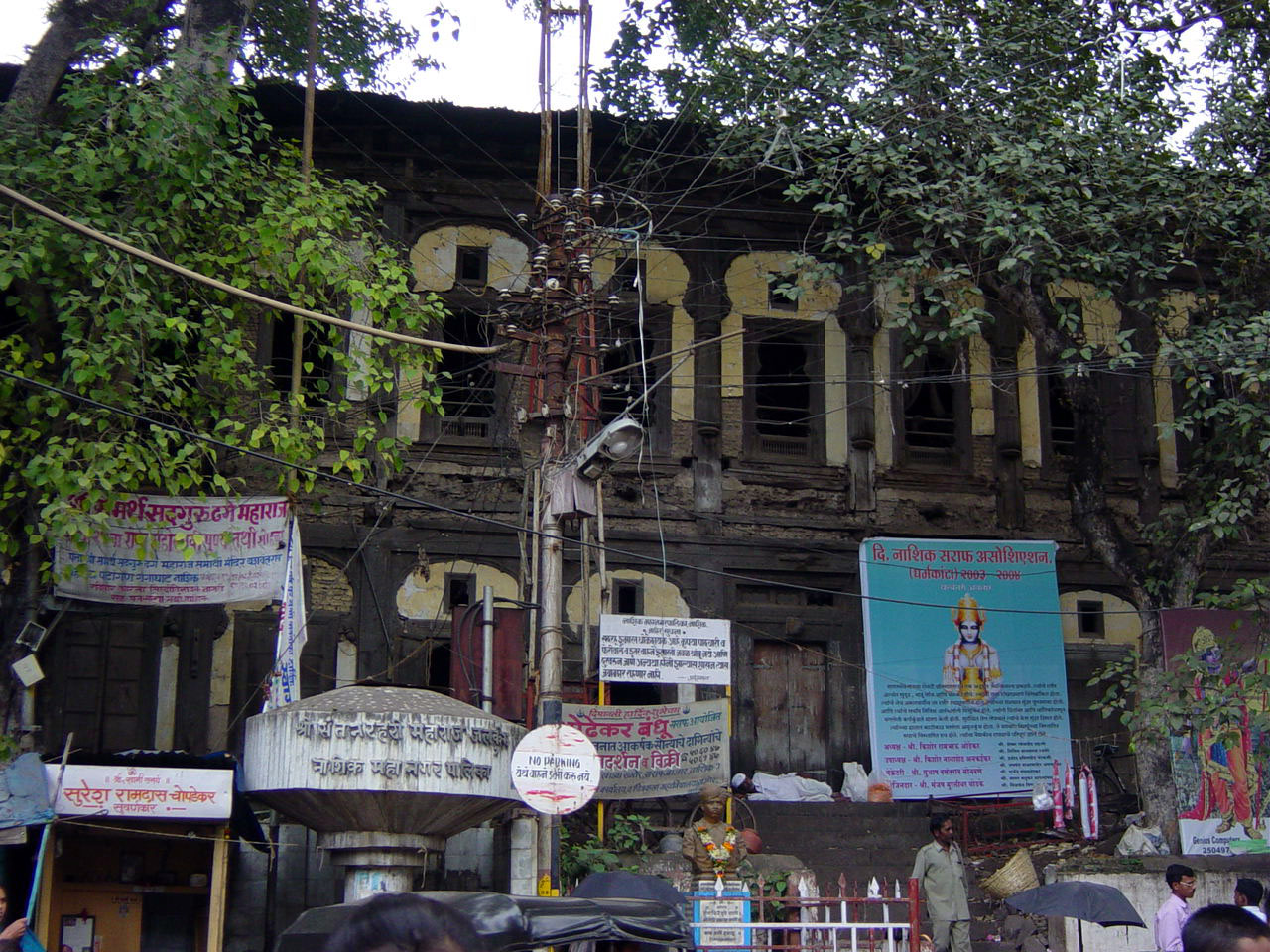
Sarkarwada: seu del govern en temps del peshwa

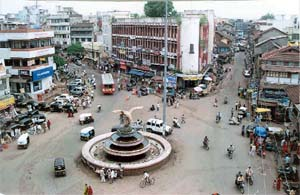
Ravivar Karanja: ciutat vella

Consta al cens del 2001 amb una població d'1.076.967 d'habitants per a l'àrea municipal i 1.152.326 oer a l'aglomeració urbana de Nasik (Nashik Urban Agglomeration, o Nashik UA); es calcula que aquesta darrera va arribar el 2008 a una població d'1.620.000 habitants, la qual cosa la fa la quarta àrea urbana de Maharashtra quant a població. Nashik és la tercera ciutat més industrialitzada de Maharashtra després de Mumbai i Poona. L'àrea de l'aglomeració urbana és de 264,23 km². La ciutat està administrada per la Corporació Municipal de Nasik, creada el 1982 amb la municipalitat de Nasik i algunes poblacions de la rodalia. La ciutat té un aeroport a Ozar, a 24 km.

## Història

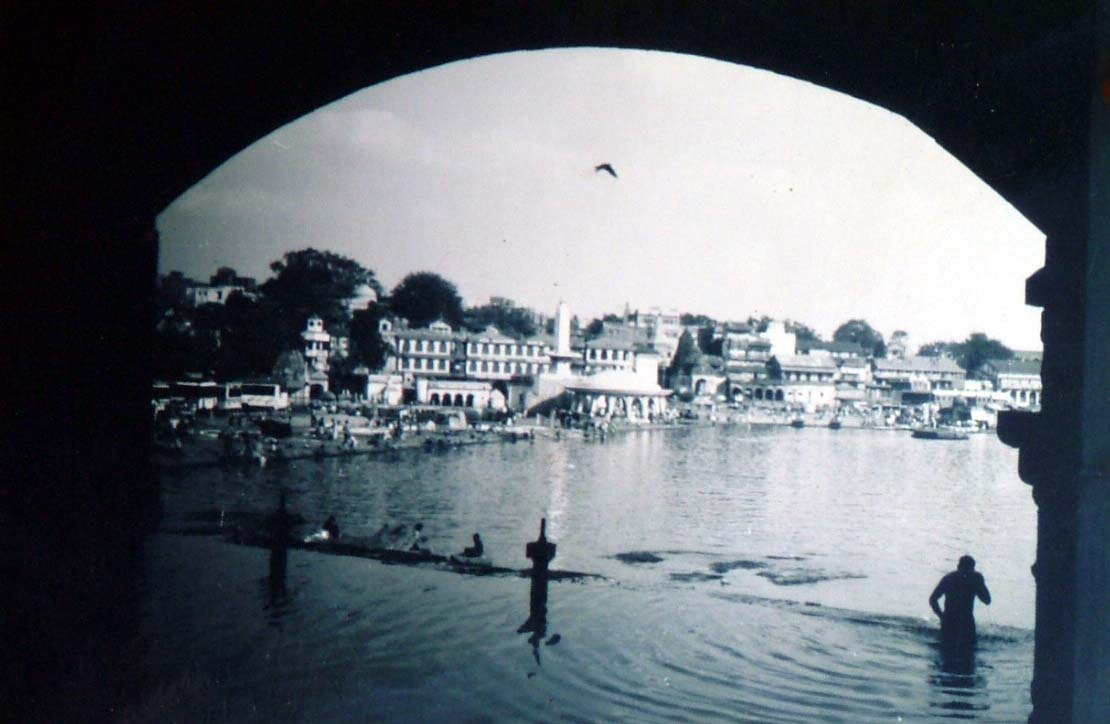
Els ghats del Godavari des del pont Victòria

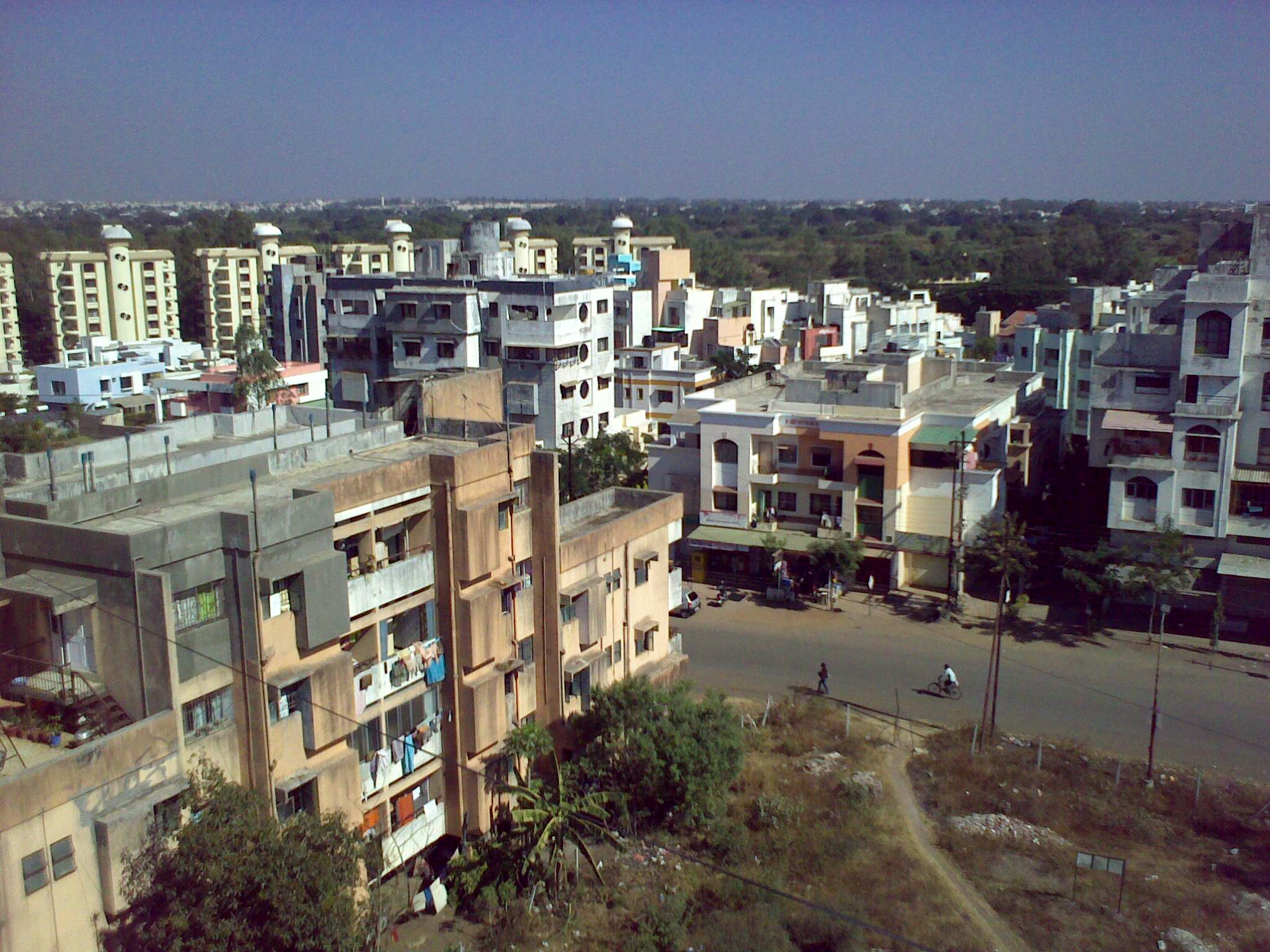
Noves àrees residencials

Rama, rei d'Ayodhya, hauria fet de Nasik la seva residència durant els catorze anys que va durar el seu exili. Al mateix lloc, Laxman, amb la benedicció de Rama, va tallar el nas de Shurpnakha i per això el lloc fou anomenat Nasik (de la paraula sànscrita Nasika). Sobre Nasik hi ha altres referències al Ramayana, entre les quals les coves de Sita Gumpha, on Sita, l'esposa de Rama, fou segrestada per Ravana.
Nashik, el 150 aC, es creu que era el mercat més gran del país.
Del 1296 al 1347 va estar sota el soldanat de Delhi, dependent del virrei de Daulatabad; després va passar als bahmànides i al final del segle xv als nizamshàhides d'Ahmednagar; aquest estat fou conquerit per Shah Jahan el 1636 i Nasik fou en endavant part de l'Imperi mogol dins del qual va ser coneguda com a Gulshanabad ('Ciutat dels Jardins'). El 1760 va passar als marathes i va estar sota el peshwa; en el domini maratha va agafar altre cop el nom de Nasik. L'abril de 1818, enderrocat el peshwa, la ciutat va passar als britànics. El 1864 s'hi va establir la municipalitat i el 1869 fou declarada capital del districte de Nasik, format aquell mateix any. La població era el 1850 de 21.860 habitants, el 1872 de 22.436, el 1881 de 23.766, el 1891 de 24.429 i el 1901 de 21.490.